# Tournoi de Wimbledon 1892

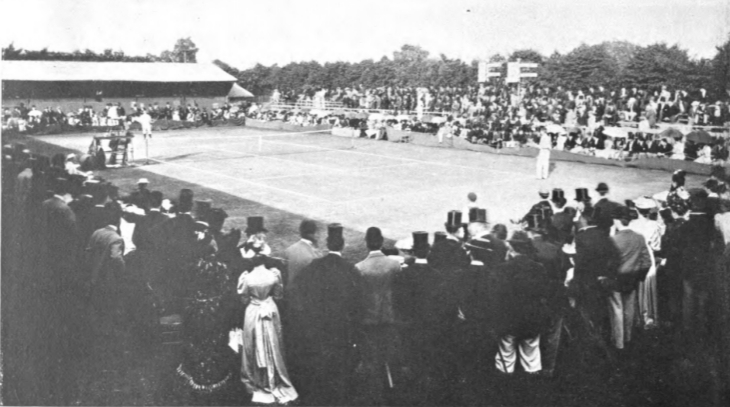
Photographie du tournoi de tennis de Wimbledon lors de la finale (1892), auteur inconnu.

Résultats du Tournoi de Wimbledon 1892.

## Simple messieurs
Finale : Wilfred Baddeley  Royaume-Uni bat Joshua Pim  Royaume-Uni 4-6, 6-3, 6-3, 6-2

## Simple dames
Finale : Lottie Dod  Royaume-Uni bat Blanche Bingley  Royaume-Uni 6-1, 6-1